# Bahnhof Praha-Vyšehrad
Praha-Vyšehrad (bis 1942: Vyšehrad) ist ein früherer Personenbahnhof an der Prager Verbindungsbahn zwischen Praha hlavní nádraží und Praha-Smíchov. Er liegt im Prager Stadtteil Vyšehrad nahe der Grenze zur Prager Neustadt unter der Adresse Svobodova 86/2. Betrieblich wird der Bahnhof heute noch als Ausweichstelle (výhybna) genutzt. Die verfallenen Hochbauten stehen seit 2001 als Kulturdenkmal unter staatlichem Schutz.

## Geschichte
Der Bahnhof Vyšehrad bestand seit Eröffnung der Prager Verbindungsbahn am 15. August 1872. Im Ursprungszustand gab es mindestens drei ebenerdig erreichbare Gleise, über die Zugkreuzungen auf der ursprünglich eingleisigen Strecke möglich waren. Das Aufnahmsgebäude war ein schlichter Putzbau mit zugebauten Stellwerk. Über die Prager Verbindungsbahn fuhren zunächst nur Güterzüge, der Reiseverkehr wurde 1888 aufgenommen. Um 1900 wurde die Strecke zweigleisig ausgebaut. Seit 1883 ist Vyšehrad ein Stadtteil von Prag. Eine Umbenennung des Bahnhofes war damit zunächst nicht verbunden.
Im Jahr 1900 hielten in Vyšehrad insgesamt acht Personenzugpaare der Relation Prag–Pilsen–Furth im Wald. 1912 waren es bereits 14, 1937 und 1959 waren es 16. Schnellzüge hielten in Vyšehrad (so wie in der benachbarten Haltestelle Královské Vinohrady/Königliche Weinberge) planmäßig nie.
Im Jahr 1904 ließen die k.k. Staatsbahnen ein neues, repräsentatives Aufnahmsgebäude erbauen. Sein Urheber ist heute nicht mehr bekannt. Vermutlich war es der Prager Architekt Antonín Balšánek. Ende der 1920er Jahre statteten die ČSD den Bahnhof mit elektrischen Fahrleitungsanlagen aus. Der elektrische Zugbetrieb – der zunächst nur auf den Prager Knoten beschränkt war – wurde am 15. Mai 1928 aufgenommen.
In der Zeit des Protektorates Böhmen und Mähren kam es 1942 zur einzigen Änderung des Betriebsstellennamens. Statt Vyšehrad galt nun Praha-Vyšehrad. Der offizielle deutsche Name lautete seit 1939 Wischehrad und von 1942 bis 1945 Prag-Wischehrad.
Im Jahr 1948 stieß ein Personenzug im Vinohradský tunel mit einer Rangierabteilung zusammen, dabei waren einige Menschenleben zu beklagen. Im Jahr 1964 gab es im Bahnhof einen Unfall, bei dem ein Zug entgleiste und in den Garten der Steinmetzwerkstatt fuhr.

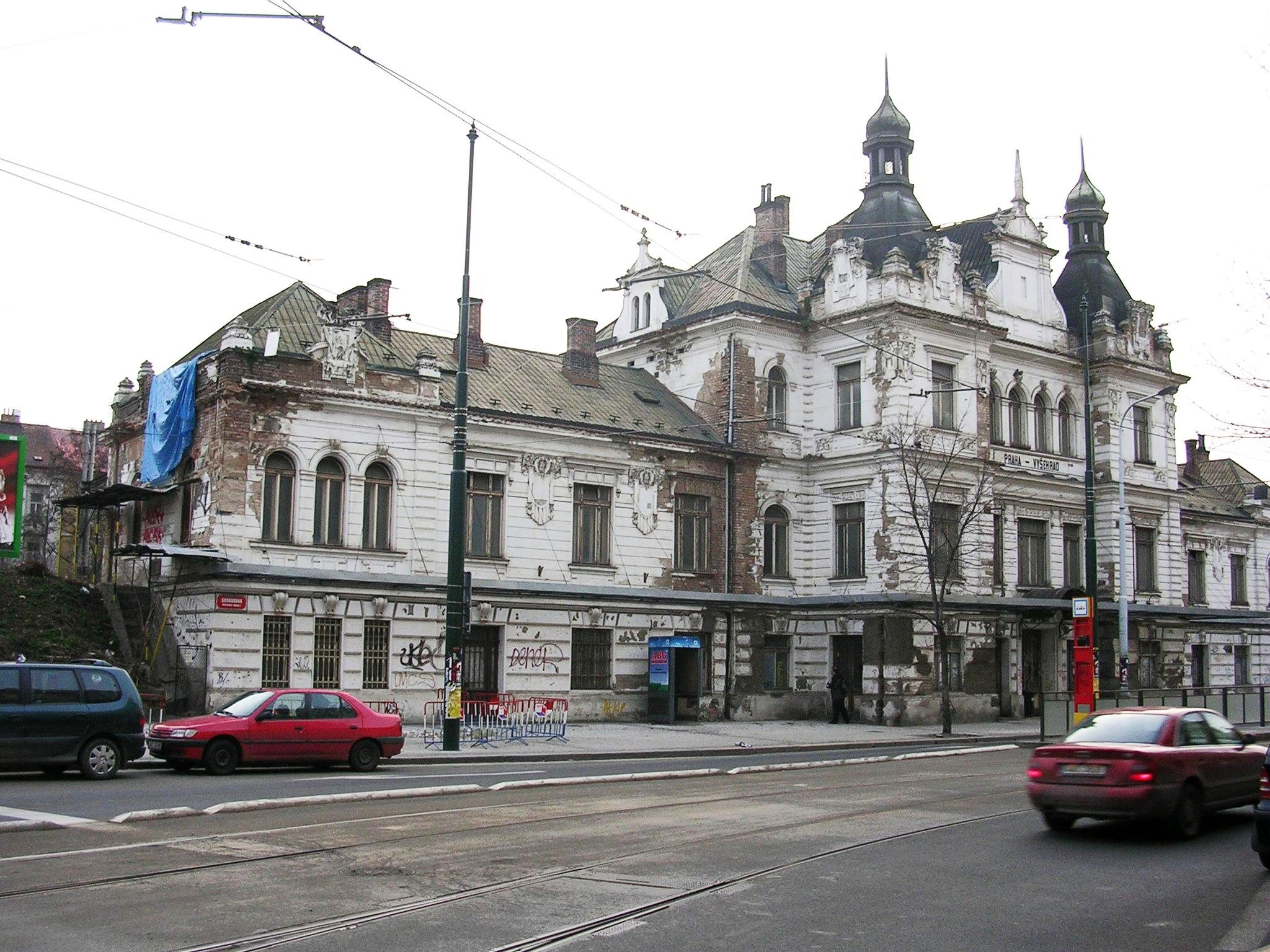
Das verfallene Aufnahmsgebäude (2009)

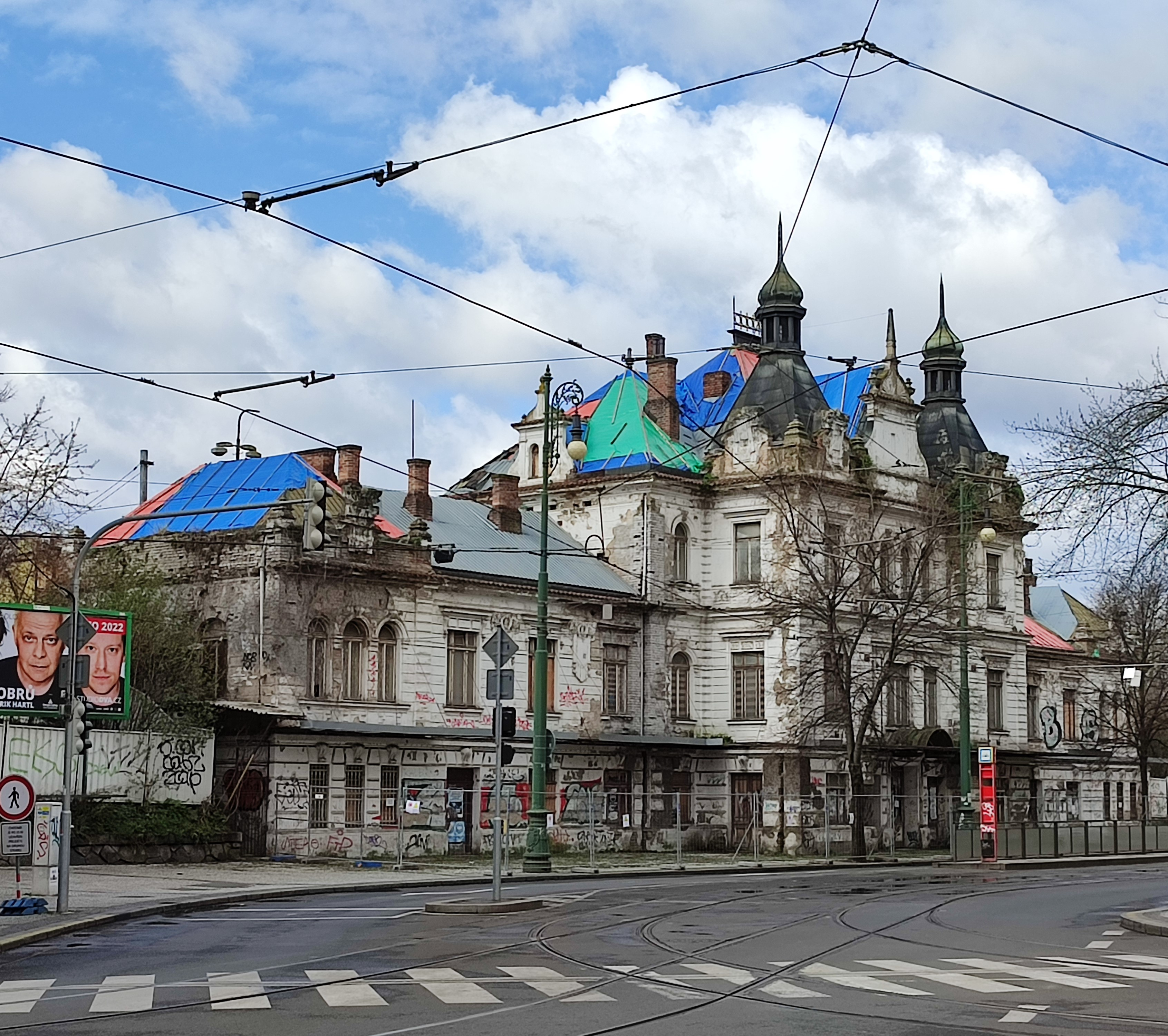
Zustand im April 2022

Im Jahr 1960 wurde der Reiseverkehr am Bahnhof Vyšehrad zugunsten des städtischen Nahverkehrs eingestellt und die Betriebsstelle zur Ausweichstelle (výhybna) mit Abzweigstelle (odbočka) abgestuft.
In den 1980er Jahren wurde das Aufnahmsgebäude renoviert. Dabei erneuerte man auch einen Teil der Architekturelemente an der Fassade. Allerdings kam es schon nach kurzer Zeit zu neuen Schäden durch eindringendes Wasser. Im Jahr 2000 beliefen sich die Schäden bereits auf 25 Millionen Kč.
Im Jahr 2000 verhandelten die ČD mit zwei ernsthaften Interessenten über den Verkauf des Gebäudes, der jedoch nicht zustande kam. Das Kulturministerium der Tschechischen Republik erklärte das Aufnahmsgebäude und die Wartehalle auf dem Inselbahnsteig im Jahr 2001 zum Kulturdenkmal.
Im Jahr 2007 erwarb die Firma TIP Estate das Aufnahmsgebäude mit dem umliegenden Areal. Anfang 2008 ließ der neue Eigentümer die denkmalgeschützte Wartehalle auf dem Inselbahnsteig rechtswidrig abreißen.
Im Jahr 2014 wurden die beiden elektromechanischen Stellwerke des Bahnhofs aufgelassen und durch ein elektronisches Stellwerk ersetzt.
Da das Aufnahmsgebäude weiter ungenutzt verfällt, möchte die Stadt Prag das Gebäude kaufen und sanieren. Vorgesehen ist die Nutzung als Museum für das Slawische Epos (Slovanská Epopej) des tschechischen Malers Alfons Mucha, für das die Stadt Prag bislang kein geeignetes Ausstellungsgebäude besitzt. Der Eigentümer verlangt für die Immobilie 117 Millionen Kronen als Kaufpreis, während die Stadt nur den ortsüblichen Wert von 67 Millionen Kronen aufwenden möchte. Nach dem Willen der Stadt sollen die Kaufverhandlungen bis zum Sommer 2020 zum Abschluss gebracht werden, wobei auch eine Enteignung in Betracht gezogen wird.
Zwischenzeitlich änderte sich mehrfach der Eigentümer. Im Jahr 2022 übernahm die Investmentgesellschaft Miquelira Limited mit Geschäftssitz auf Zypern die Rolle als Eigentümer. Auch Anfang 2023 war unklar, inwiefern das Gebäude gerettet werden kann, da die zyprische Gesellschaft jegliche Kommunikation mit der Verwaltung blockiert.

## Beschreibung
Gleise und Anlagen

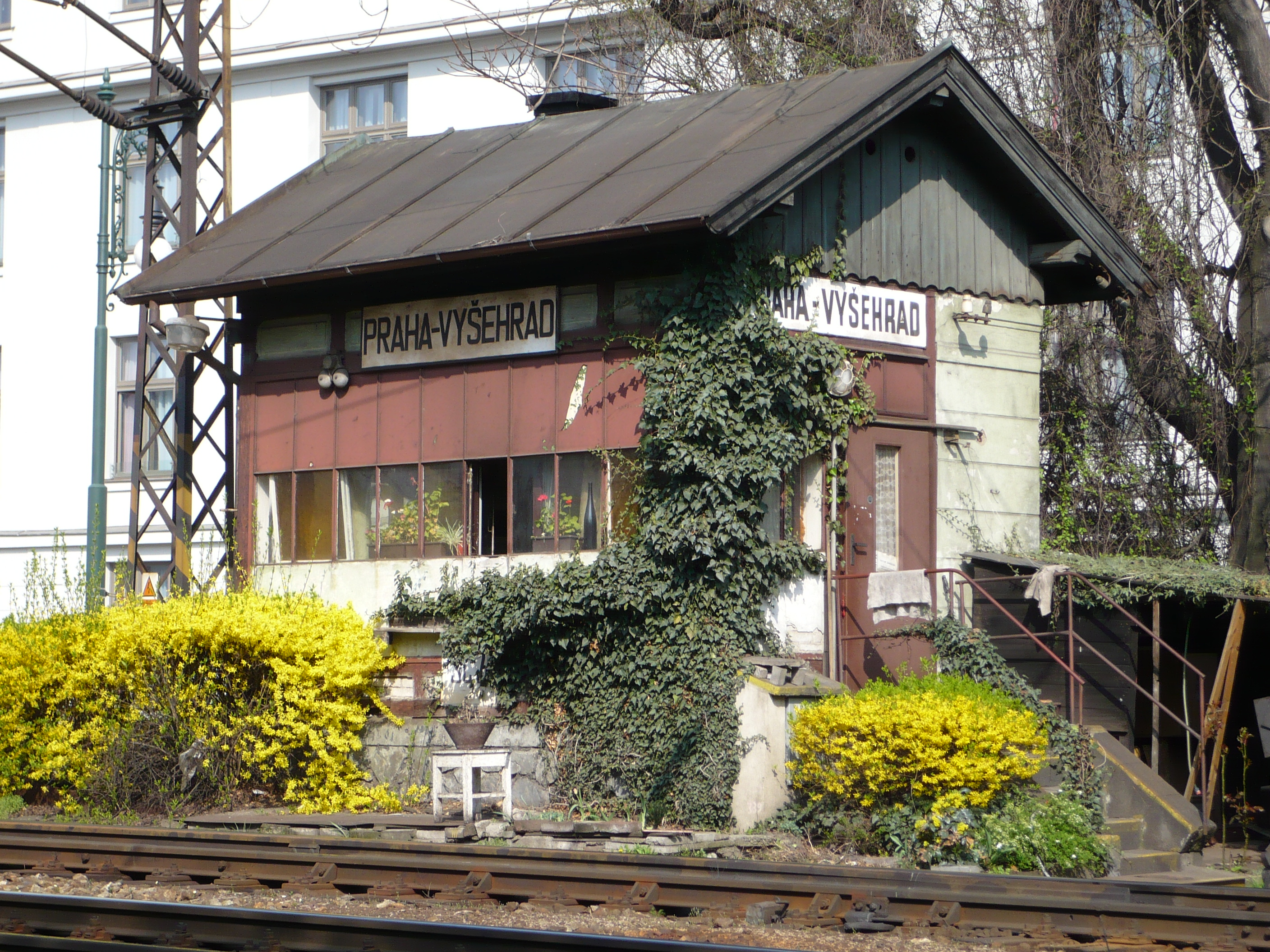
Stellwerk („Stavědlo“) 2, am Bahnhofskopf Richtung Praha-Smíchov (2009)

Die Ausweiche liegt an der zweigleisigen Strecke von Praha hlavní nádraží nach Praha-Smíchov, wo die eingleisige Verbindungskurve zum Bahnhof Praha-Vršovice abzweigt. Die Ausweiche besitzt drei Hauptgleise. Zwischen dem ersten und dritten Bahnhofsgleis befand sich ursprünglich ein Personentunnel zum dortigen, noch vorhandenen Inselbahnsteig. Dieser Tunnel war der erste auf einem Prager Bahnhof. An beiden Bahnhofsköpfen befinden sich (ursprünglich mechanische) Stellwerke, über denen die Weichen und Signale des Bahnhofes gestellt werden.
Aufnahmsgebäude
Das heutige, dreiflügelige Aufnahmsgebäude wurde 1904 im Stil des Historismus errichtet. Architektonisch ist es an französische Renaissance-Schlösser des 16. Jahrhunderts angelehnt, es vereint aber auch Elemente des seinerzeit modernen Jugendstils. In seinem turmbekrönten mittleren Teil befanden sich die Wartehalle und die Fahrkartenausgaben. Der Hausbahnsteig ist – wie früher bei altösterreichischen Bahnhöfen allgemein üblich – überdacht. Heute beherbergt das Gebäude noch das Fahrdienstleiterbüro, Technikräume und Wohnungen. Auf dem Inselbahnsteig stand bis Januar 2008 eine hölzerne Wartehalle in Fachwerkbauweise, in der sich auch die Abgänge zum Bahnsteigtunnel befanden.